# 23811 Коннорівенс
23811 Коннорівенс (23811 Connorivens) — астероїд головного поясу, відкритий 17 серпня 1998 року.
Тіссеранів параметр щодо Юпітера — 3,393.